# Duncan Burns
Duncan Burns – brytyjski zapaśnik walczący w stylu wolnym.
Srebrny medalista igrzysk Wspólnoty Narodów w 1986 i brązowy mistrzostw Wspólnoty Narodów w 1985. Mistrz Wielkiej Brytanii w 1985 i 1986 roku.